# Clemente di Metz
Clemente di Metz (fl. III-IV secolo) è considerato il primo vescovo di Metz. Si pensa che sia vissuto nel III o nel IV secolo. Considerato santo dalla Chiesa cattolica, la sua festa cade il 23 novembre.

## Biografia
Si ritiene che sia stato il fondatore della Chiesa di Metz, che sarebbe quindi una delle più antiche della Gallia, risalente al 280. San Clemente allestì il suo primo oratorio nelle «caverne» — cunicoli sotterranei — dell'antico anfiteatro.
Apostolo della regione, fu secondo la tradizione il primo vescovo di Metz, che all'epoca portava il nome di Divodurum. Secondo la leggenda, Clemente arrivò in una città maledetta: un enorme drago, il Graoully affliggeva Divodurum e terrorizzava la popolazione. Era un mostro particolarmente impressionante: il suo corpo ricoperto di squame poteva volare come un uccello gigantesco, grazie a due giganti ali di pipistrello. Ancora più spaventosa era la sua gola che sputava fiamme dall'odore di zolfo e gli permetteva di azzannare le sue prede. Colpiva specialmente le ragazze.
Clemente apparve come un salvatore e la folla gli richiese innanzitutto di sbarazzarsi di questo mostro. Pregò sulla collina di Sainte-Croix, dopo di che riprese il suo cammino alla testa di una folla rumorosa. Arrivò all'anfiteatro, dimora del drago e si precipitò sul mostro, catturandolo con la sua stola usata come laccio. Debellato, il Graoully fu costretto a seguire il suo vincitore, come un cagnolino ben addestrato, fino alla Seille, in cui si gettò insieme con i suoi sette cuccioli di drago appena dopo che san Clemente si era fatto il segno di croce.
Uno dei tesori della cattedrale di Metz, che i visitatori possono ammirare al fondo del coro, dietro l'altar maggiore è la cattedra attribuita a san Clemente dalla tradizione. Si tratta di un seggio di marmo cipollino composto da due pezzi principali tagliati grossolanamente.
Tutti i vescovi che si sono succeduti a Metz si sedettero sulla cattedra di san Clemente al loro ingresso nella diocesi.
Scavi dell'inizio del XX secolo hanno permesso di scoprire i resti d'una cappella, posteriore alla distruzione dell'anfiteatro nel 253. Si tratterebbe verosimilmente della chiesa di San Pietro all'Arena (Saint-Pierre aux Arènes), menzionata dalla tradizione quale primo luogo di culto eretto da Clemente a Metz.

### Altre fonti
Una tradizione alternativa colloca la fondazione della diocesi di Metz in epoca più remota. Secondo questa leggenda, Clemente sarebbe stato un discepolo di san Pietro e lo zio di papa Clemente I. Inviato da Roma con un presbitero chiamato Celeste e un diacono chiamato Felice, avrebbe esercitato il suo ministero a Metz verso l'anno 95.
Clemente è già presentato, senza ulteriori dettagli, come un discepolo di Pietro nelle Gesta episcoporum Mettensium scritte da Paolo Diacono verso il 783, che gli attribuì l'erezione di un oratorio consacrato a Dio nei sotterranei dell'antico anfiteatro.
Alla fine del X secolo, il capitolo dell'abbazia di San Clemente di Metz entrò in conflitto con il vescovato. Fu in quest'occasione che i canonici di San Clemente scrissero le prime leggende attorno a San Clemente.
Fino al XIV secolo l'abbazia di San Clemente e il vescovato svilupparono così tutt'una serie di scritto agiografici tesi a fare di Clemente ora una figura monacale ora l'araldo dell'istituzione episcopale. La prestigiosa abbazia di Gorze, che rivendica anch'essa il patronato del Santo, partecipò parimenti all'elaborazione della leggenda.